# Дионисий Пирос
Дионисий Пирос Тесалиец (на гръцки: Διονύσιος Πύρρος ο Θετταλός) е гръцки духовник, архимандрит, географ, историк, ботаник, минералог, предприемач, участник в Гръцката война за независимост. В гръцката историография се споменава като „ятрофилософос“ (ιατροφιλόσοφος), което приблизително съответства на лекар, който се интересува от философски въпроси и изкуство. 

## Биография
Роден е в тесалийското село Кастания. Като млад е ръкоположен за йеродякон в манастира „Преображение Господне“ от Амвросий, бивш трикийски епископ. Като йеродякон продължава да се образова в Кожани и Тирнавос, след което обикаля цяла Румелия, за да се установи в Константинопол като учител и впоследствие секретар на халкидонския митрополит Йеремия Маврокордат. Ръкоположен за йеромонах отива на поклонение в Йерусалим.
В началото на XIX век пребивава по малоазийското егейско крайбрежие – Айвалък, Лесбос, Смирна, където продължава да се образова и изучава философия, математика, физика, теология, астрономия, риторика, старогръцка литература. От Мала Азия предприема пътуване в Италия, където като частен учител обикаля страната и продължава образованието си получавайки докторска степен по медицина и философия в Павия. Завършва образованието си във Виенския университет. От Виена се прибира към Архипелага, работейки като лекар на различни острови, за да се установи в Атина, където създава първата „научна школа“, чието начинание по различни причини се проваля. 
През 1815 година по молба на бея на Евбея Осман паша се установява на острова като лекар. Следващите три години обикаля надлъж и нашир целия Архипелаг с гръцките земи, за да се установи в Цариград през 1818 година. В Цариград Дионисий работи като лекар, а в 1820 година получава офикията архимандрит. На следващата година, преди избухването на Гръцкото въстание, бяга от Цариград и се установява на Света гора, откъдето прави опити да подпомага Негушкото въстание с производство на барут. След потушаване на въстанието Дионисий се мести в Пелопонес, където лекува въстаниците като военен лекар. Заедно с Никитас Стамателопулос създава фабрика за хартия в Навплио, за печат, но предприятието им не среща подкрепа сред водачите и в частност на Йоанис Каподистрияс.
След убийството на Каподистрияс, Дионисий е арестуван и прекарва в затвора 15 дни, като заподозрян, понеже е сред учителите на семейството на убиеца – Мавромихалис. Освен това, Дионисий не се отнася позитивно към управлението на Каподистрияс. 
След създаването на независимо Кралство Гърция, Дионисий се установява в Атина, където печати според възможност книги, като пътува до Букурещ и Яш също с издателска цел. Последните години от живота си прекарва практикувайки медицина и в политическа забрава, заради взаимната антипатия между него и крал Отон I. 
Писанията на Дионисий Тесалиец са ценен исторически източник за събитията около гръцката независимост, но голяма част от тях не са издавани.